# Cantagalo (Río de Janeiro)
Cantagalo es un municipio brasileño del estado del Río de Janeiro. Su población estimada en 2009 era de 20.540 habitantes, dividida en los distritos de Cantagalo (sede), Santa Rita da Mata (2º Distrito), Euclidelândia (3º Distrito), São Sebastião do Paraíba (4° distrito) y Boa Sorte (Cantagalo) (5° distrito).

## Aspectos generales
Localizado en la microrregión Centro-Norte Fluminense e integrando la Región Serrana Fluminense y con su topografía agraciada por la naturaleza y su aire puro propicia un clima agradable, que va del templado al frío. Es cortada por la carretera RJ-160. 

## Historia
Los primeros habitantes del territorio de Cantagalo fueron los indios Coroados y Goitacases, que desaparecieron de la región alrededor de 1855.

### Educación
La ciudad cuenta con 22 escuelas municipales, 23 escuelas estatales, y 2 escuelas particulares.